# Marin-Epagnier
Marin-Epagnier es una localidad y antigua comuna suiza del cantón de Neuchâtel, situada en el distrito de Neuchâtel a orillas del lago de Neuchâtel. El 1 de enero de 2009 se fusionó con Thielle-Wavre, dando lugar a la comuna de La Tène. 

## Geografía
La antigua comuna limitaba al norte con la comuna de Thielle-Wavre, al este con Gampelen (BE) e Ins (BE), al sur con Cudrefin (VD), y al oeste con Saint-Blaise.

## Transportes
Ferrocarril
Cuenta con una estación ferroviaria en la que efectúan parada trenes regionales y de cercanías pertenecientes a la red S-Bahn Berna.